# Плютей серо-бурый
Плюте́й се́ро-бу́рый, или пе́пельно-бурый (Pluteus cinereofuscus) — гриб рода Плютей. В системе рода Плютей С. П. Вассера этот вид относится к секции Celluloderma подрода Hispidocelluloderma, в системе Э. Веллинги к подсекции Eucellulodermini секции Celluloderma. Считается малоизвестным съедобным грибом.
Синонимы
- Agaricus nanus Pers.:Fr. var. major Cooke, 1886[2]
- Pluteus nanus var. major (Cooke) Massee, 1893
- Pluteus olivaceus P.D. Orton, 1960
- Pluteus cinereofuscus (P.D. Orton) Wuilb., 2001
- Pluteus thomsonii sensu Singer, 1956 — омоним для Pluteus thomsonii (Berk. et Br.) Dennis, 1948 — Плютей Томсона
- Pluteus godeyi sensu P.D. Orton — омоним для Pluteus godeyi (Berk. et Br.) Dennis, 1948 — Плютей Годе

## Описание
Шляпка диаметром 1,5—5 сантиметров, тонкомясистая, от конической до выпукло-распростёртой формы, с выраженным низким бугорком. Поверхность гладкая или в центре слабо морщинистая, серовато-коричневая, может быть с розовым или оливковым оттенком, в центре до буровато-коричневого цвета, край бороздчатый.
Пластинки свободные, широкие, частые, беловатые, с возрастом беловато-розовые или коричневатые с беловатым краем.
Ножка 3—7×0,2—0,6 см, цилиндрическая, центральная, к основанию расширяется, плотная. Поверхность беловатая или бледно-серая с красноватым оттенком, волокнистая, иногда с мелкими чешуйками.
Мякоть белая или беловато-серая, на срезе не изменяется, вкус и запах не выражены.
Остатки покрывал отсутствуют, споровый порошок розовый.
Споры гладкие, от яйцевидных до широкоэллипсоидных, 7—9(10)×5—7 мкм.
Кожица шляпки гименовидная, состоит из булавовидных и округлых клеток часто с ножковидным придатком, размерами 30—80×20—45 мкм, содержащих коричневатый пигмент. Покровы ножки состоят из бесцветных цилиндрических гиф шириной 4—12 мкм.
Базидии четырёхспоровые, размерами 25—35×8—12 мкм, тонкостенные, булавовидные, бесцветные.
Хейлоцистиды размерами 37—70×10—20 мкм, булавовидные, веретеновидные или ампуловидные, с апикальным отростком, тонкостенные, бесцветные или с коричневым пигментом, многочисленные. Плевроцистиды 50—110×15—35 мкм, булавовидные или пузырьковидные, тонкостенные, бесцветные, с апикальным придатком, многочисленные.

## Сходные виды
- Плютей жилковатый (Pluteus phlebophorus) отличается по янтарно-коричневому цвету шляпки и наличию на ней выраженных жилок[2].
- Плютей Годе (Pluteus godeyi) наиболее близок по цвету шляпки, чётко отличается по серебристо-серому или оливковому цвету ножки[2].
- Плютей карликовый (Pluteus nanus) отличается коричневой шляпкой, покрытой пылящим налётом[3].

## Экология и распространение
Сапротроф на пнях, остатках древесины лиственных деревьев, растёт также на подгнивших, но живых стволах, реже на почве, отмечен на вязе, липе. Встречается редко. Известен во многих странах Европы, в Азии (Россия) и Северной Африке (Марокко). В России найден в Ростовской и Самарской областях, Бурятии и Приморском крае.
Сезон: июнь — октябрь.